# ماتس فيرنر
ماتس فيرنر (بالسويدية: Mats Werner)‏ (1 يونيو 1953 - ) هو لاعب كرة قدم سويدي، يلعب كمدافع، لعب 271 مباراة وسجل 52 هدف.

## مسيرته

### مسيرته مع المنتخبات الوطنية
- 1976 - 1979 لعب مع منتخب السويد لكرة القدم 6 مباريات سجل خلالها هدف.

### مسيرته مع الأندية
- 1971 - 1984 لعب مع نادي هاماربي لكرة القدم 251 مباراة سجل خلالها 46 هدف.
- 1984 - 1984 لعب مع نادي فاسالوندس 14 مباراة سجل خلالها 5 أهداف.

## روابط خارجية
- ماتس فيرنر على موقع IMDb (الإنجليزية)

- ماتس فيرنر على موقع الاتحاد الدولي (مؤرشف)  (الإنجليزية)
- ماتس فيرنر على موقع قاعدة بيانات كرة القدم.إي يو (الإنجليزية)
- ماتس فيرنر على موقع ناشيونال فوتبول تيمز (الإنجليزية)
- ماتس فيرنر على موقع عالم كرة القدم.نت (الإنجليزية)